# ائتلاف عظيم
الائتلاف العظيم هو ائتلاف كبير تمَّ بين الأحزاب السياسية في كلٍ من كندا العليا والسفلى، أو ما يُعرَف من الناحية القانونية باسم كندا الغربية والشرقية، في عام 1864. وكان هناك ائتلاف سابق لذلك انهار بعد ثلاثة أشهر فقط من تشكيل حكومة ائتلافية على يد كلٍ من جورج إيتين كارتير، وجورج براون وجون ألكسندر ماكدونالد. وقد تكوّن هذا الائتلاف للتغلب على الأزمة السياسية بين شرق كندا المتحدث باللغة الفرنسية وغربها المتحدث بالإنجليزية. عجزت الحكومة آنذاك عن تقديم أي قوانين بسبب الحاجة إلى تمثيل من السكان. ولتمرير مشروع قانون في الجمعية التشريعية، كان لا بد من وجود صوت في كل قسم من قسمي شرق كندا وغرب كندا الموجودين في الجمعية. وكان من المستحيل أن يتفق متحدثو الإنجليزية والفرنسية على أي شيء، الأمر الذي أسفر عن أزمة سياسية بينهما.
ونتج عن القضاء على هذه الأزمة ثلاثة مؤتمرات أدت بدورها إلى التحالف. على سبيل المثال، عُقِد مؤتمر تشارلوت تاون بهدف مناقشة الساسة لفكرة تأسيس اتحاد بحري. واختار المشاركون في المؤتمر التوسع في المحادثات لتشمل مستعمرة كندا، وانتهزوا الفرصة لمناقشة إمكانية تشكيل اتحاد أكبر يشمل أمريكا الشمالية البريطانية. أما مؤتمر كيبيك، فكان يهدف للتوسع في مناقشة فكرة اتحاد أمريكا الشمالية البريطانية، وتحديد تفاصيل شكل الحكومة التي سيتم تشكيلها. واتفق المشاركون في المؤتمر على المسؤوليات الفيدرالية والإقليمية، وحصلوا على موافقة الملكة عليها أيضًا. هَدَف مؤتمر لندن، الذي تخلَّف عنه جورج براون، إلى إدخال التحسينات على قرارات كيبيك.
وأدت جميع هذه الأحداث إلى تأسيس كندا في 1 يوليو عام 1867.